# 柯立芝壩 (亞利桑那州)
柯立芝壩（英語：Coolidge Dam）是位於美國亞利桑那州希拉縣的一個非建制地區。該地的面積和人口皆未知。

## 地理
柯立芝壩的座標為33°10′55″N 110°31′35″W / 33.18194°N 110.52639°W，而該地的平均海拔高度為803米（即2634英尺）。